# Мисс Интернешнл 1991

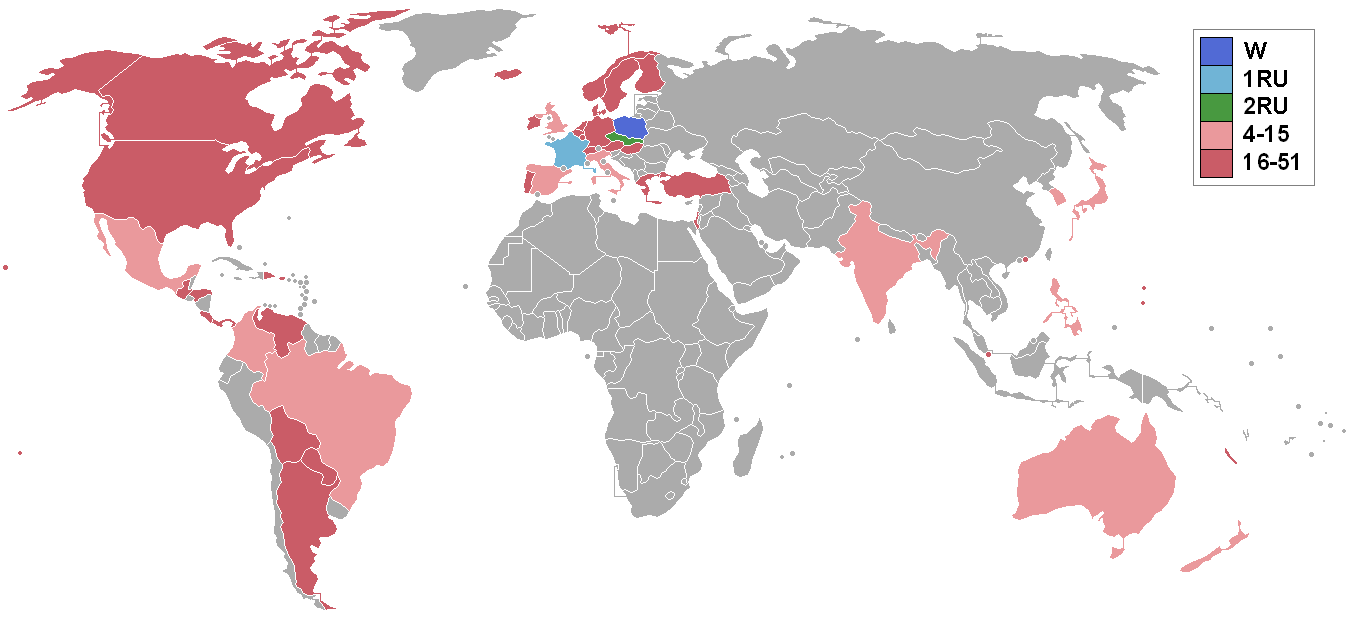
Страны-участницы Мисс Интернешнл

Мисс Интернешнл 1991 (англ. Miss International 1991) — 31-й международный конкурс красоты Мисс Интернешнл, проведённый 13 октября 1991 года в Токио (Япония), который выиграла Агнешка Котлярска из Польши.

## Награды
| Финальные результаты | Участница |
| -------------------- | --- |
| Мисс Интернешнл 1991 | - Польша — Агнешка Котлярска |
| 1-я вице-мисс        | - Франция — Катрин Анн Мари Кларисс |
| 2-я вице-мисс        | - Чехословакия — Маркета Силна |
| Полуфиналистки       | - Австралия — Мелинда Сью Бунди - Бразилия — Лизиана Болсани Браиле - Великобритания — Елена Аптон - Колумбия — Моника Мария Эскобар Фрейдель - Индия — Прити Манкотия - Италия — Микаеле Монари - Япония — Михо Таката - Республика Корея — Квон Джунг-жоо - Мексика — Лилия Кристина Серрано Нахера - Новая Зеландия — Николя Джейн Дин - Филиппины — Мария Патрисия "Patti" Гусман Бетита - Испания — Элоди Шанталь Хорда де Кай |

## Специальные награды
| Награда                    | Участницы                                  |
| -------------------------- | ------------------------------------------ |
| Лучший национальный костюм | - Мексика — Лилия Кристина Серрано Нахера  |
| Мисс Дружба                | - Гуам — Норма Джин Сепеда                 |
| Мисс Фотогеничность        | - Доминиканская Республика — Мелиса Варгас |

## Участницы
| - Аргентина — Вероника Марсела Кальди - Австралия — Мелинда Сью Бунди - Австрия — Регина Козак - Бельгия — Стефани Дермакс - Боливия — Росми Тамара Поль - Бразилия — Лизиана Болсани Браиле - Канада — Робин Элизабет Нарди - Колумбия — Моника Мария Эскобар Фрейдель - Коста-Рика — Еухения Хименес Пачеко (World 91) - Чехословакия — Маркета Силна - Дания — Мален Кристенсен - Доминиканская Республика — Мелисса Варгас (Universe 91) - Финляндия — Пяйви Хитинкоски - Франция — Катрин Анн Мари Кларисс - Германия — Катрин Рихтер (Universe 91) - Великобритания — Елена Аптон (World 90, Universe 91) - Греция — Димитра Пападогианни - Гуам — Норма Джин Сепеда - Гватемала — Глория Элисабет Компарини - Гавайи — Тамме Стрикленд - Нидерланды — Марьянна Крайенвелд - Гондурас — Марли Карина Прудот Гусман - Гонконг — Валери Чоу Ка-Линг - Венгрия — Кинга Цуцор (World 90) - Исландия — Сольвейг Кристиансдоттир - Индия — Преети Манкоти (World 95) | - Ирландия — Сьюзан Брэди - Израиль — Эфрат Брунер - Италия — Микаела Монари - Япония — Михо Таката - Республика Корея — Квон Джунг-жоо - Люксембург — Аннетта Фейдт (Universe 91) - Мексика — Лилия Кристина Серрано Нахера - Новая Каледония — Валерия Энн Дельррью - Новая Зеландия — Николя Джейн Дин - Северные Марианские Острова — Кристина Раса Салас - Норвегия — Хеге Катрин Баардсен - Панама — Хессика Инес Лакайо - Парагвай — Мария Лухан Овьед - Филиппины — Мария Патрисия "Patti" Гусман Бетито - Польша — Агнешка Котлярска† - Португалия — Гизела Гальявану - Пуэрто-Рико — Лисаура Киньонес Торрес - Сингапур — Одри Сиок Линг Тан - Испания — Элоди Шанталь Хорда де Кай - Швеция — Шарлотта Виктория Валльден - Швейцария — Франческа Чентаморе - Французская Полинезия — Rebecca Herenui Touaitahuata - Турция — Дефне Самиэль - США — Кимберли Энн Байерс - Венесуэла — Нюрка Ауристела Асеведо |